# برويز بهماني
برويز بهماني (مواليد 5 مايو 1956) هو ملاكم إيراني، مثّل بلاده في الألعاب الأولمبية الصيفية 1976.

## روابط خارجية
برويز بهماني على موقع أوليمبيديا (الإنجليزية)